# IC 920
IC 920 је елиптична галаксија у сазвјежђу Дјевица која се налази на листи објеката дубоког неба у Индекс каталогу.
Деклинација објекта је - 12° 34' 27" а ректасцензија 13h 45m 24,7s. Привидна величина (магнитуда) објекта IC 920 износи 14,5 а фотографска магнитуда 15,5. IC 920 је још познат и под ознакама MCG -2-35-15, PGC 48779.